# Vít II. ze Châtillonu
Vít II. ze Châtillonu (francouzsky Guy III de Châtillon-Saint-Pol, † 12. února 1289) byl francouzský šlechtic a účastník dvou křížových výprav.

## Život
Narodil se jako mladší syn Huga ze Châtillonu a Marie, dcery Waltera z Avesnes. Zatímco jeho starší bratr Jan zdědil po matce hrabství Blois, Vít získal po otcově smrti v roce 1248 hrabství Saint-Pol-sur-Ternoise.
16. ledna 1255 se v Neapoli stal druhým manželem Matyldy, dcery Jindřicha Brabantského a své nové příbuzné vojensky podpořil ve válce o Limbursko. Jako věrný vazal doprovázel Ludvíka IX. na osmé křížové výpravě a připojil se i k nešťastné Aragonské křížové výpravě jeho syna Filipa III. Zemřel roku 1289 a byl pohřben po manželčině boku v cisterciáckém klášteře Cercamp.